# 伦兴
伦兴（德語：Renchen，發音：[ˈʁɛnçn̩] ⓘ）是德国巴登-符腾堡州弗赖堡行政区奥尔特瑙县的城市，面积32.08平方千米，2023年12月31日人口为7,451人。